# Carl Adolf Vogel
Carl Adolf Vogel (* 17. Dezember 1906 in Hof (Saale); † 16. September 1993 in Tegernsee), auch „Adi Vogel“, „Konsul Vogel“ oder „Salzbaron“ genannt, war ein deutscher Unternehmer. 

## Leben und Wirken

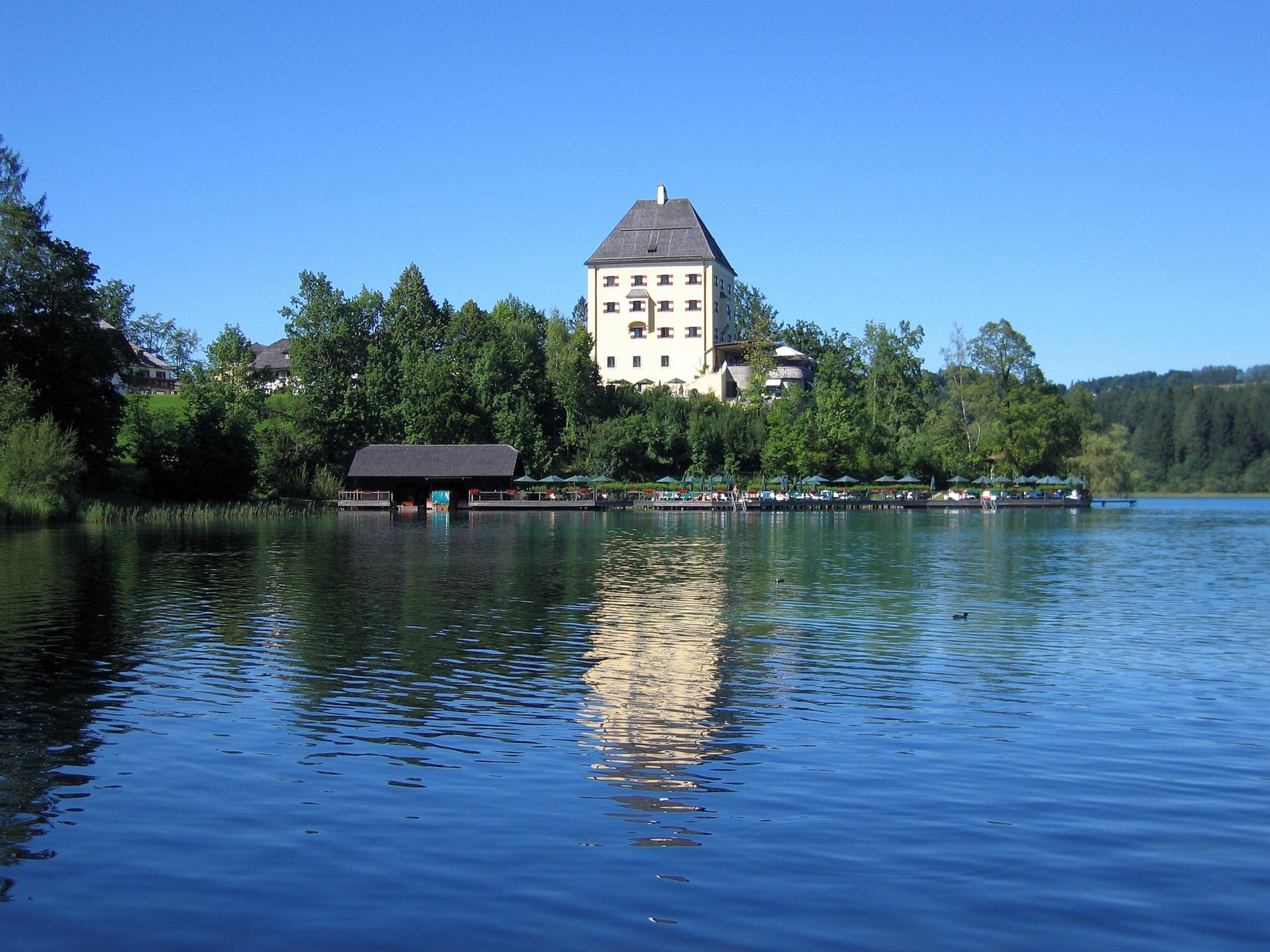
Hotel Schloss Fuschl

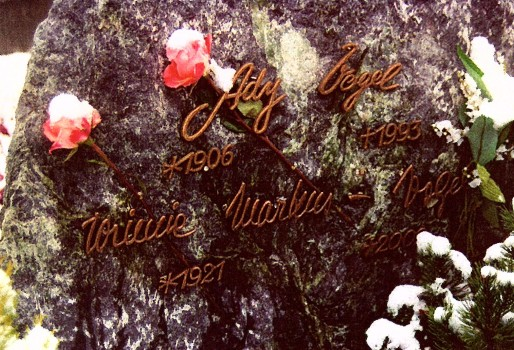
Grabinschrift Carl Adolf Vogel

Vogel verschaffte sich aus geschickter Verwertung eines Medikamentenlagers, das er bei Auflösung der Wehrmacht in seinen Besitz gebracht hatte, Startkapital. Er errichtete auf einem Münchner Trümmergrundstück das Savoy, eine Kombination aus Mietshaus und Hotel für gehobene Klientel, und holte Leni Riefenstahl in sein Objekt. Mit seinem Kapital stieg er in den Vertrieb von mit Zusatzstoffen angereichertem Siedesalz, dem Bad Reichenhaller Spezialsalz ein, begründete damit eine Marke und erwarb Reichtum. 1958 erstand er die Estancia (= Rinderfarm) Lago Hermoso in Patagonien in der Nähe zur chilenischen Grenze sowie Lago Meliquina in der argentinischen Provinz Neuquén (Gesamtfläche 80.000 Hektar) und erfüllte sich damit einen Jugendtraum. 1963 gründete er den Wildpark Parque Diana in Patagonien. Außerdem konnte er die Hotels Schloss Fuschl 1959 und 1970 den Goldenen Hirschen in Salzburg erwerben. Er baute Schloss Fuschl mit großem finanziellen Einsatz zu einem Luxushotel aus. Nicht zuletzt die Heirat mit der attraktiven Schauspielerin, dem Ufa-Star Winnie Markus (sie galten als das Traumpaar des Jetsets), eröffnete ihm zudem den Zugang zur damaligen High Society, die das Hotel besuchte. Es war in seinem Eigentum bis zum Jahr 1974. Im Jahr 1976 musste er Insolvenz anmelden, und sein ganzes Eigentum wurde 1977 zwangsversteigert.

## Familie
Er war seit 1959 mit der Schauspielerin Winnie Markus verheiratet, die vorher von 1946 bis 1952 mit dem Berliner Hotelier Heinz Zellermayer (1915–2011) verheiratet war und aus dieser Beziehung einen Sohn Alexander hatte, der 1982 an den Folgen eines Verkehrsunfalls starb. Sie hatten eine 1961 geborene Tochter mit dem Namen Diana. Das Ehepaar hat auf dem Friedhof von Tegernsee (Bayern) eine gemeinsame Grabstätte.

## Auszeichnungen und Titel
- Generalkonsul von Ecuador in Österreich
- Ehrensenator der Universität Sheffield
- Ehrendoktorwürde[9]

## Veröffentlichungen
- (Hrsg.): Parque Diana. Das Wildparadies in Argentinien. Schwarz, München 1969
- (Hrsg.): Jagdschätze im Schloß Fuschl. Droemer Knaur, München/Zürich 1974, ISBN 3-426-07772-8.